# Battaglia di Macao
La battaglia di Macao fu uno scontro avvenuto nel 1622 nel contesto della Guerra Olandese-Portoghese e tenutosi nella colonia portoghese di Macao, nella Cina sud-orientale. I portoghesi, sebbene in numero insufficiente e con un inadeguato sistema di fortificazioni, riuscirono a respingere gli olandesi dopo tre giorni di scontri. Questa battaglia risulta essere la maggiore che abbia visto coinvolte due potenze coloniali europee sul suolo cinese.

## Contesto
Da quando i portoghesi ottennero il permesso dai mandarini della dinastia Ming di stabilire un insediamento e una base commerciale a Macao nel 1557, il porto diventò uno snodo fondamentale per i commerci tra Cina e Giappone, in quanto le linee dirette tra i due regni asiatici vennero chiuse dai Ming in seguito alle scorrerie dei pirati wokou. Il successo dei portoghesi attirò l'attenzione delle altre potenze marittime europee, le quali incontrarono molta più difficoltà a ottenere una testa di ponte in Estremo Oriente. Quando il re di Spagna Filippo II conquistò il titolo di Re del Portogallo, in seguito alla crisi di successione portoghese del 1580, le colonie portoghesi furono soggette all'attacco da parte dei nemici della Spagna, in particolare degli inglesi e degli olandesi, anch'essi intenzionati ad espandere i loro domini d'oltremare, soprattutto alle spese di una nazione che "de facto" aveva smesso di esistere. Macao aveva già dovuto sostenere delle scorrerie da parte degli olandesi, nel 1601, nel 1603 e nel 1607, ma l'invasione del 1622 fu il primo vero tentativo di conquistare la città. La Compagnia, insoddisfatta della base commerciale di Hirado incapace di competere con i commercianti portoghesi stanziati a Nagasaki per via dell'accesso privilegiato alla Cina, sperava che catturando Macao si sarebbe garantita, oltre che ad un porto sicuro in Cina, un vantaggio a discapito della rotta commerciale Macao-Nagasaki all'ora monopolizzata dai portoghesi. La caduta di Macao avrebbe significato anche lasciare gli spagnoli nelle Filippine senza supporto militare, rendendo gioco facile agli olandesi per eventuali attacchi su Manila.
Nonostante le scorrerie, le autorità portoghesi non riuscirono ad erigere dei sistemi di difesa per la città a causa dell'interferenza degli ufficiali cinesi. Le difese che Macao aveva a quel tempo erano limitate a poche batterie di cannoni: una posizionata ad ovest della penisola di Macao (in seguito diventerà sede della fortezza di São Thiago da Barra) una a ciascuna estremità della parte meridionale di Praia Grande (São Francisco ad est e Bom Parto ad ovest) e infine l'incompiuta fortezza del Monte di fronte alla Cattedrale di San Paolo. Lo stato delle difese di Macao arrivò a conoscenza degli olandesi quando una loro galea riuscì a sequestrare una nave portoghese che stava trasportando delle lettere verso la fine del 1621. Stando alle lettere intercettate e alle informazioni a lui giunte dal Giappone, il Governatore Generale delle Indie orientali olandesi Jan Pieterszoon Coen considerò che Macao non era nella posizione di resistere ad un serio attacco, così iniziò a pianificare le azioni di invasione.

## La spedizione a Macao

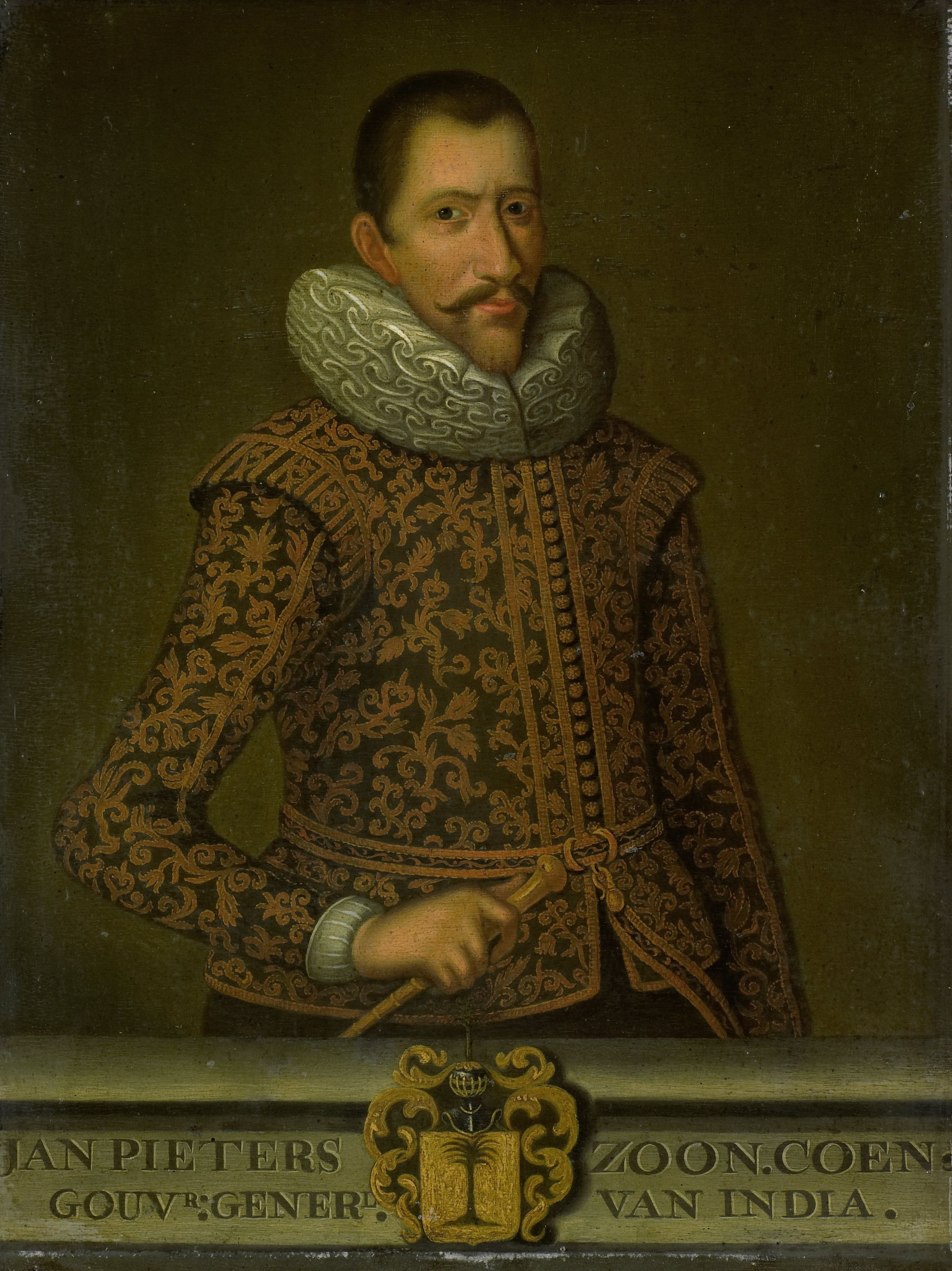
Jan Pieterszoon Coen ideatore della spedizione su Macao.

A Batavia, quartier generale della Compagnia olandese (VOC), Coen inizialmente progettò di inviare otto navi per la spedizione su Macao, con l'ordine di incorporare ogni vascello olandese incontrato sulla rotta nella flotta di invasione. I soldati che componevano le forze di sbarco furono appositamente selezionati, mentre tra l'equipaggio c'erano meno lascari e malesi del solito, com'era invece abitudine degli europei di avere marinai locali durante la navigazione. Il Governatore Generale fu talmente soddisfatto dei preparativi che, quando scrisse al direttore del VOC a L'Aia, si espresse dicendo di essere dispiaciuto di non poter guidare personalmente «una spedizione così magnifica.» Il direttore della Compagnia non condivise l'entusiasmo di Coen per questa spedizione, affermando di essere sufficientemente impegnato con altri conflitti, ordinando al Governatore di attendere in modo da poter apprendere maggiori informazioni sulla situazione a Macao; la flotta era comunque già salpata dal porto di Batavia sotto la guida del comandante Cornelis Reijersen il 10 aprile 1622, prima che l'ordine ufficiale di attacco fosse stato spedito.
L'obiettivo finale della spedizione era quello di stabilire una base per le operazioni olandesi sulla costa della Cina e forzare i cinesi a commerciare con loro, a Reijersen venne data l'opzione di non attaccare Macao, ma insediarsi sulle isole Pescadores e creare delle fortificazioni in loco. L'8 giugno la flotta attraccò alla baia di Cam Ranh per rifornirsi di legna e acqua, inoltre vennero accorpate quattro navi olandesi incontrate al largo delle coste dell'Indocina, mentre una nave si distaccò per raggiungere William Janszoon, ammiraglio della flotta anglo-olandese che stava bloccando il porto spagnolo di Manila. Quindi quando la flotta ripartì, due giorni dopo, era composta da undici navi. Alcuni giorni dopo la flotta incontrò una giunca da guerra siamese che stava trasportando 28 siamesi e 20 giapponesi. Questi ultimi domandarono di essere incorporati nel corpo di spedizione e furono accettati dagli olandesi. A questo punto le forze di sbarco erano composte da 600 soldati, tra i quali figuravano alcuni giapponesi, malesi e bandanesi.
Il Governatore Coen ordinò all'ammiraglio Janszoon di distaccare alcune navi impegnate nel blocco del porto di Manila per essere accorpate alla flotta di Reijersen e quindi due navi inglesi e due olandesi furono mandate nelle acque al largo di Macao dal 29 maggio. Durante l'attesa del grosso della flotta, le quattro imbarcazioni provarono a disturbare i traffici nel mare di Macao, ma senza successo prima che il capitano Donatario Lopo Sarmento de Carvalho si affrettò a disporre sette giunche armate di scorta ai convogli nell'area. La flotta arrivò in vista di Macao il 21 giugno e si incontrò con le altre quattro navi già in loco. Come disposto da Coen, le navi inglesi furono utilizzate per le operazioni marine, ma non fu loro concesso prendere parte alle operazioni di sbarco o pretendere qualsiasi parte del bottino della vittoria. Per questi motivi i capitani inglesi si rifiutarono di prendere parte alle azioni di guerra. Prima dell'attacco, quindi, l'ammiraglio Reijersen aveva sotto il suo comando tredici navi ed un totale di 1 300 uomini, inclusa la forza di sbarco da 800 uomini.
| Nave                    | Tonnellaggio | Equipaggio | Capitano           | Note                                                                |
| ----------------------- | ------------ | ---------- | ------------------ | ------------------------------------------------------------------- |
| Zierickzee (ammiraglia) | 800          | 221        | Cornelis Reijersen | Flotta iniziale                                                     |
| Groeningen              | 700          | 192        | William Bontekoe   | Flotta iniziale                                                     |
| Oudt Delft              | 700          | 196        | Willem Andriessen  | Flotta iniziale                                                     |
| Enchuizen               | 500          | 165        | D. Pietersen       | Flotta iniziale                                                     |
| de Gallias              | 200          | 91         | D. Floris          | Flotta iniziale                                                     |
| de Engelsche Beer       | -            | 96         | L. Nanning         | Flotta iniziale                                                     |
| St. Nicholas            | -            | 40         | J. Constant        | Flotta iniziale, inviata a Manila                                   |
| Paliacatta              | -            | 23         | J. Jacobsen        | Flotta iniziale                                                     |
| Haan                    | -            | -          | -                  | Incorporata al largo dell'Indocina                                  |
| Tiger                   | -            | -          | -                  | Incorporata al largo dell'Indocina                                  |
| Victoria                | -            | -          | -                  | Incorporata al largo dell'Indocina                                  |
| Santa Cruz              | -            | -          | -                  | Inviata da Manila come rinforzo                                     |
| Trouw                   | -            | -          | -                  | Incorporata al largo dell'Indocina                                  |
| Hoop                    | -            | -          | -                  | Inviata da Manila come rinforzo                                     |
| Palsgrave               | -            | -          | -                  | Inviata da Manila come rinforzo; non partecipò all'attacco su Macao |
| Bull                    | -            | -          | -                  | Inviata da Manila come rinforzo; non partecipò all'attacco su Macao |

## La battaglia
Nella notte del 22 giugno, Reijersen inviò, in esplorazione a terra, un piccolo contingente di tre uomini e una guida cinese per verificare se i 10 000 residenti cinesi sarebbero rimasti neutrali. La mattina seguente lo stesso Reijersen salpò su una piccola lancia con alcuni ufficiali anziani per cercare un sito di sbarco ottimale per l'operazione. Dopo questo sopralluogo si optò per uno sbarco sulla spiaggia di Cacilhas, sulla parte orientale della penisola, programmandola per il giorno seguente. Per distrarre i difensori dalle loro vere intenzioni gli olandesi inviarono tre navi, la Groeningen, la Gallias e la Engelsche Beer, a bombardare le batterie difensive del forte di São Francisco, nella parte meridionale della penisola, il 23 giugno. Dopo un pomeriggio di cannoneggiamenti e insulti (dove i marinai olandesi minacciarono di stuprare le donne di Macao dopo aver ucciso tutti gli uomini maggiori di vent'anni) le navi si ritirarono senza aver inflitto danni e morti nelle file portoghesi. Ciò nonostante, gli olandesi celebrarono anticipatamente la loro prevista vittoria suonando per tutta la notte. Per non essere da meno, anche i portoghesi risposero con festeggiamenti dai loro bastioni fortificati.

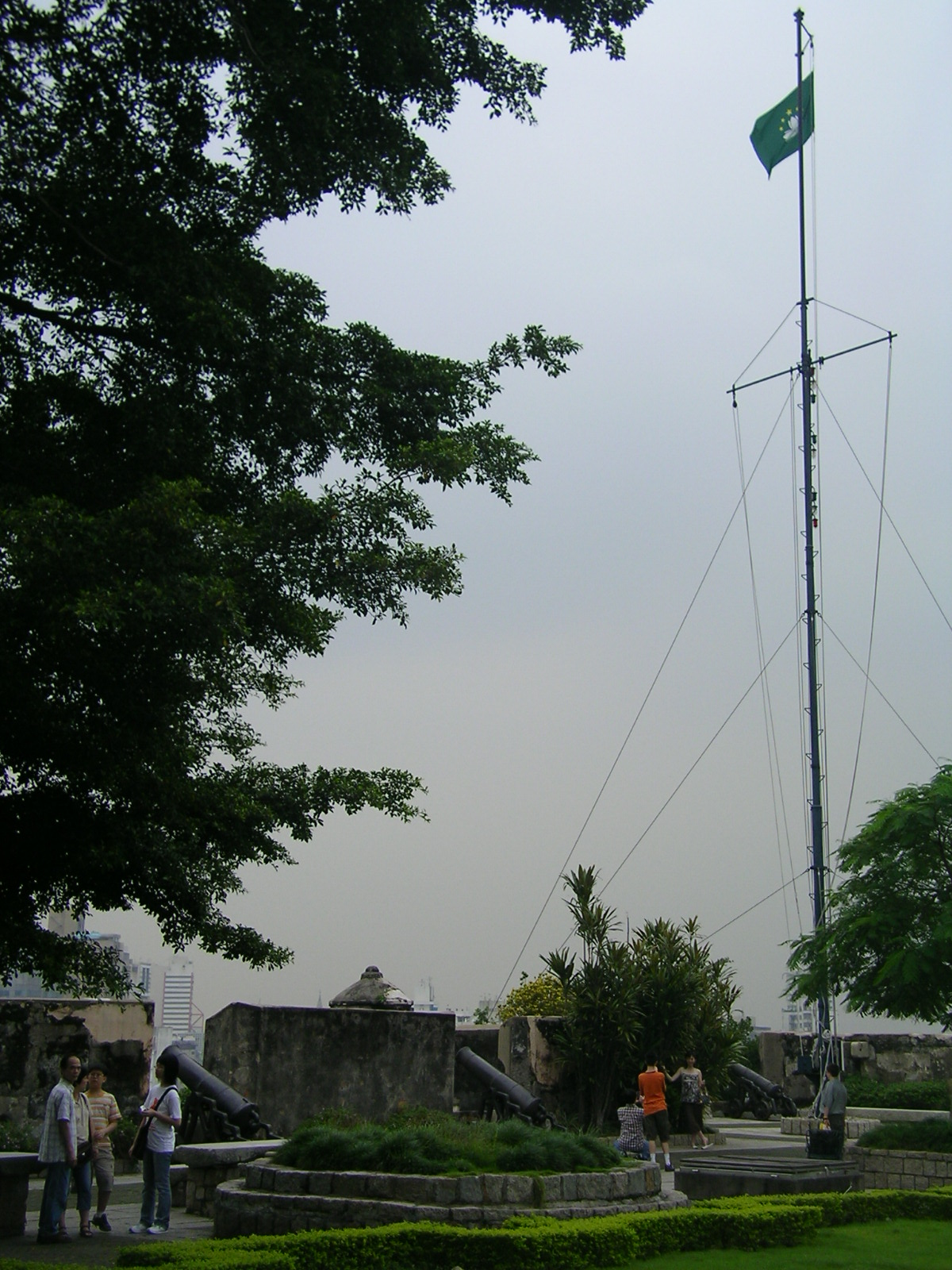
Bastione della Fortaleza do Monte.

Per i portoghesi, la flotta olandese arrivò quando la maggior parte degli abitanti di Macao si trovavano a Canton per via dell'annuale fiera con i mercanti giapponesi; inoltre l'imperatore Ming aveva arruolato i portoghesi per difendersi dai conquistatori manciù nell'ottobre 1621, occupando molti uomini e cannoni fuori da Macao. Quindi, oltre alla mancanza di adeguate strutture di difesa, Macao era a corto di uomini da disporre in combattimento - le cronache portoghesi, infatti, confermano la presenza di un contingente di 50 moschettieri e 100 residenti in grado di prendere le armi. Lopo Sarmento de Carvalho intuì che gli olandesi avrebbero tentato l'assalto il giorno seguente, quindi per tutta la notte passò in rassegna le fortificazioni cercando di alzare il morale dei suoi uomini affinché combattessero fino all'ultimo.
Le navi Groeningen e Gallias ripresero il loro attacco su Forte São Francisco all'alba del giorno successivo, festa della natività di san Giovanni Battista. I cannonieri portoghesi risposero con ferocia e precisione, tanto che la Gallias rimase talmente danneggiata da dover essere autoaffondata qualche settimana dopo. Circa due ore dopo il sorgere del sole, il contingente di 800 uomini si apprestò a sbarcare sulla spiaggia di Cacilhas, mentre forte São Francisco continuava ad essere bombardato. L'assalto anfibio era composto da 32 lance, armate di archibusoni, e 5 chiatte, supportate dal fuoco di due navi. Venne fatto detonare in aria un barile di polvere da sparo, così da concedere copertura visiva alle forze olandesi sbarcate, diventando in questo modo la prima azione militare registrata ad utilizzare la tecnica della cortina fumogena. circa 60 soldati portoghesi e 90 filhos da terra trincerati sulla spiaggia al comando di António Rodrigues Cavalhino resistettero inizialmente sparando nel fumo, uccidendo 40 olandesi e ferendo anche l'ammiraglio Reijersen alla pancia, obbligandolo a ritirarsi dagli scontri. Nella gerarchia di comando gli successe, quindi, il capitano Hans Ruffijn che obbligò rapidamente i trincerati di Cavalhino a ritirarsi, dopodiché il resto delle forze d'assalto poterono sbarcare senza trovare opposizione. Con una testa di ponte sulla spiaggia, Ruffijn lasciò due compagnie come retroguardia, mentre con i restanti 600 uomini avanzò verso la città, combattendo contro le forze di Cavalhino in ritirata.
Gli olandesi marciarono verso il centro della città ordinatamente finché raggiunsero il raggio d'azione dell'artiglieria della Fortaleza do Monte, dove ricevettero un pesante bombardamento. Quando gli invasori passarono da una piccola sorgente chiamata Fontinha, dove le donne locali lavavano il bucato, il sacerdote gesuita Giacomo Rho sparò una salva dal forte che colpì un barile di polvere da sparo nel mezzo della formazione olandese, causando molte vittime. Questo evento cambiò la velocità della battaglia, in quanto i comandanti olandesi decisero di fermare l'avanzata per meglio decidere i passi successivi. Si optò, quindi, per la scalata al alla collina di Guia su cui si trovavano le batterie di cannoni della fortezza di Guia, in modo da avere anche una migliore visuale sulla città, ma l'ascesa fu ostacolata da una piccola compagnia composta da 30 macaensi e neri, la quale ferocia e sfruttamento del terreno forzarono gli olandesi a tornare sui loro passi e cambiare i piani d'attacco. Non aspettandosi tanta resistenza, gli invasori si spostarono verso un pezzo di terreno rialzato vicino alla collina di Guia, con l'intenzione di ritirarsi il giorno successivo a causa della stanchezza e della carenza di munizioni (per lo più perse durante l'esplosione).

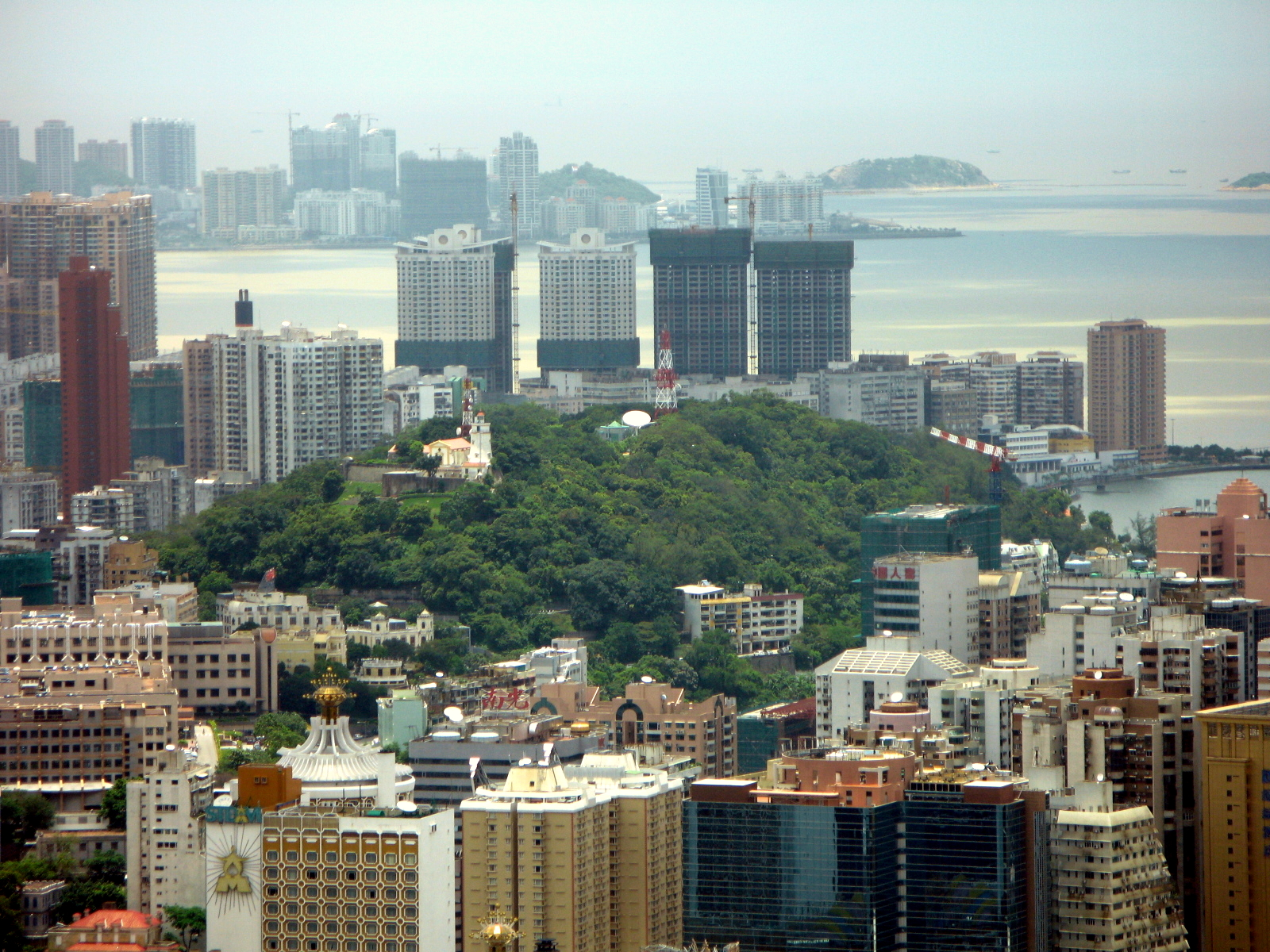
La collina di Guia con la Fortezza di Nostra Signora di Guia.

A questo punto fu chiaro che il grosso delle forze olandesi stesse attaccando la parte orientale e bombardando il forte di São Francisco solo come diversivo. Il comandante della guarnigione del forte di São Tiago da Barra inviò 50 uomini sotto il comando del capitano João Soares Vivas ad aiutare i difensori. Appena comprese le intenzioni degli olandesi, i portoghesi si riunirono per il contrattacco e occuparono il pezzo di terra sopraelevato prima degli stessi olandesi. Con il grido di battaglia "Santiago", Lopo Sarmento de Carvalho iniziò il contrattacco e le forze combinate dei difensori portoghesi, dei cittadini macaensi, frati domenicani, preti gesuiti e schiavi neri caricarono il nemico, costringendo le truppe olandesi a ripiegare. Il capitano Hans Ruffijn esortò i suoi connazionali a tenere le posizioni, ma fu ucciso nello scontro, facendo diventare la ritirata olandese una vera e propria rotta. Quando gli invasori raggiunsero la spiaggia da cui erano sbarcati, le due compagnie lasciate come retroguardia, predisposte a coprire un'eventuale ritirata, si spaventarono e presero il largo senza sparare nemmeno un colpo. Il panico tra le file olandesi fu tale che le lance vennero spinte fino al largo per evitare di essere ribaltate dai fuggitivi, provocando numerose vittime per annegamento o uccise dai difensori portoghesi. Il giorno seguente l'ammiraglio Reijersen inviò a terra un trattato di pace, negoziando per il rilascio dei prigionieri. Le trattative, però, furono vane e la flotta olandese sconfitta abbandonò le acque di Macao per trovare riparo sulle isole Pescadores.

## Conseguenze
La battaglia risulta essere la maggiore sconfitta inflitta dai portoghesi ai danni degli olandesi in Estremo Oriente, per via delle numerose perdite subite dagli attaccanti in confronto a quelle subite dai difensori. Le stime portoghesi per difetto citano circa 300 nemici, mentre altre stime per eccesso affermano che quel giorno sul campo di battaglia perirono tra i 600 e gli 800 attaccanti. Le stime ufficiali olandesi elencano 136 morti e 126 feriti, senza far rientrare in queste cifre i mercenari bandanesi e i giapponesi. Gli storici affermano che la cifra che più si potrebbe avvicinare alla realtà è quella di circa 300 vittime, se si inseriscono nella conta dei morti sia i bandanesi sia i giapponesi. Importanti furono soprattutto le perdite tra gli ufficiali olandesi, siccome sette capitani, quattro tenenti e sette alfieri trovarono la morte sul campo di battaglia. Alle perdite umane, gli olandesi ci rimisero anche un alto numero di cannoni, bandiere ed equipaggiamenti vari. In paragone, i portoghesi perdettero solo quattro soldati, oltre a due soldati spagnoli e alcuni schiavi; circa trenta furono i feriti. A Batavia, il Governatore Jan Pieterszoon Coen pronunciò parole molto amare riguardo alla sconfitta: «in questo disonorevole modo, noi abbiamo perso molti dei nostri migliori uomini insieme a molte armi.»
Un grande ruolo, nella difesa di Macao, fu svolto dagli schiavi dei portoghesi. Coen fu il primo a riconoscere questo fatto e da quel momento si attivò affinché all'interno degli eserciti in preferenza ai soldati olandesi. Al contrario, i portoghesi non diedero così risalto al ruolo giocato dagli schiavi, ma al contempo riconobbero loro il coraggio avuto nelle azioni di difesa e per questo ne liberarono la maggior parte subito dopo la conclusione degli scontri. Quando alcuni ufficiali cinesi portarono le teste degli olandesi uccisi in battaglia come prova del servizio che i portoghesi avevano svolto nella difesa del territorio cinese, riportarono anche le storie del coraggio degli schiavi, impressionando l'Ammiraglio Provinciale cinese che inviò 200 pikul di riso, equivalenti a 20 000 jin, da far distribuire tra loro.
Dopo il tentativo di invasione olandese, le autorità portoghesi di Goa realizzarono l'importanza di avere una figura autoritaria permanente a Macao, perciò inviarono a gestire il loro possedimento cinese un primo governatore a partire dal 1623. Prima, l'insediamento commerciale era gestito da un Capitano Maggiore o Capitano Donatario, mentre dal 1623 questa carica subì un ridimensionamento in termini di potere, limitandosi esclusivamente alla flotta mercantile in Giappone e perse ogni privilegio che avrebbe potuto avere a Macao. Il primo Governatore, Francisco Mascarenhas, stando agli ordini diretti provenienti da Goa, aumentò le fortificazioni di difesa per evitare il ripetersi di un attacco olandese, arrivando a corrompere le autorità provinciali di Guangdong in modo che chiudessero un occhio sui progetti difensivi.

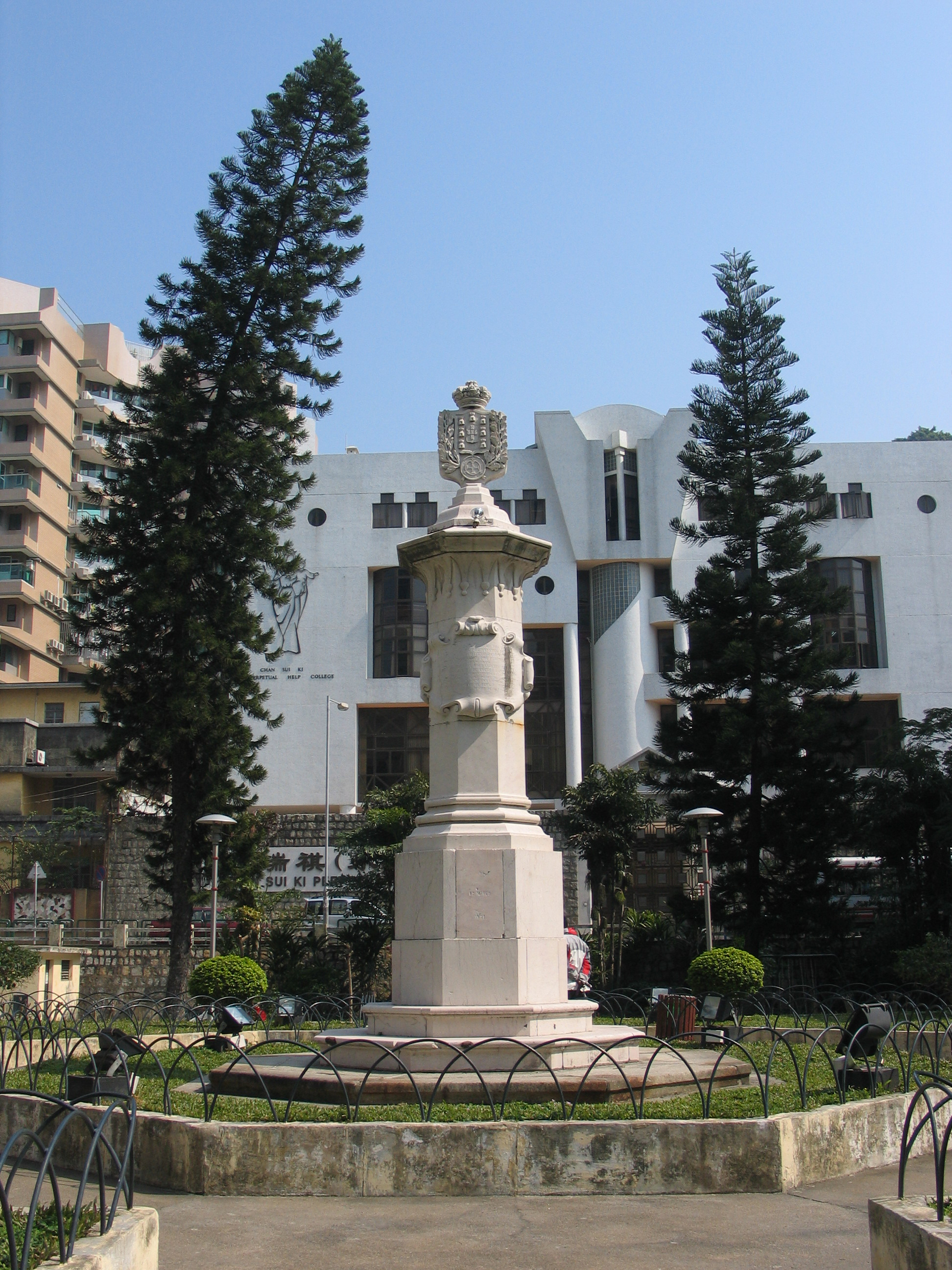
Monumento che commemora la vittoria portoghese sugli olandesi a Macao.

In seguito alla sconfitta subita nel 1622, la flotta olandese arrivata sulle isole Pescadores, il posto identificato da Coen come migliore di Macao da un punto di vista strategico, iniziò a eseguire gli ordini dello stesso Governatore olandese, ovvero iniziare una campagna indiscriminata di assalti alle navi cinesi in modo da forzare le autorità di Pechino a concedere dei permessi commerciali. I comandanti della Compagnia speravano, con questa campagna, che le Pescadores potessero soppiantare Macao e Manila come punto di riferimento per il commercio della seta con il Giappone. La strategia sortì degli effetti contrari in quanto i cinesi iniziarono a considerare gli olandesi come pirati ed assassini, rifiutandosi di concedere i permessi commerciali. I cinesi, inoltre, dichiararono guerra agli olandesi e li sconfissero durante la guerra sino-olandese dal 1623 al 1624, obbligando gli olandesi ad abbandonare le isole Pescadores per farli ritirare sull'isola di Formosa. Solo dopo questo scontro e la ripresa sulle isole al largo di Taiwan, la Cina considerò l'apertura del proprio mercato ai commercianti olandesi. Negli anni di conflitto tra olandesi e cinesi, furono ovviamente i portoghesi a raccogliere i benefici commerciali che la cattiva reputazione che gli olandesi stessi si erano costruiti.
La vittoriosa difesa di Macao significò per i portoghesi il mantenimento della rotta commerciale tra Cina e Giappone, l'ultima tratta redditizia che restava all'impero portoghese ormai in declino. Solo tredici anni dopo questo idillio si concluse, quando il Giappone espulse tutti i portoghesi dal suo territorio nel 1639 e la colonia portoghese di Malacca cadde in mano agli olandesi nel 1641.

## Commemorazione
Essendo stata una grande vittoria per i portoghesi di Macao, la battaglia venne celebrata in diversi modi. Nel 1871, un grande monumento in ricordo della battaglia venne eretto nel Parco della Vittoria. Inoltre, dopo la vittoria, i residenti di Macao celebrarono la ricorrenza ogni 24 giugno e considerata come festività in tutta la penisola fino al ritorno di Macao alla Cina nel 1999.